# Epithymema disparile
Epithymema disparile är en fjärilsart som beskrevs av Turner 1914. Epithymema disparile ingår i släktet Epithymema och familjen praktmalar, Oecophoridae. Inga underarter finns listade i Catalogue of Life.